# Stockbridge, Georgia
Stockbridge är en stad (city) i Henry County, i delstaten Georgia, USA. Enligt United States Census Bureau har staden en folkmängd på 26 071 invånare (2011) och en landarea på 34,5 km².